# Stuart Burrows
Stuart Burrows (Cilfynydd, Wales, 1933. február 7. – 2025. június 29.) walesi operaénekes, tenor.
Az énekes hosszú pályafutása alatt kimagasló zenei eredményeket ért el, a tanári karriert cserélte fel az opera színpadára, itt teljesedett ki művészete. Kiváló ajánlólevéllel indult, hiszen a William Streeten született, ugyanott, ahol a szintén operasztár Sir Geraint Evans, a walesi nemzetközi rugby játékos Glyn Davies és Lord Merlyn-Rees politikus.

## Pályája
Kezdetben tanárként dolgozott Bargoedban, azonban csodálatos tenorhangja hamarosan csillogó hírnevet és gazdagságot hozott számára. Előadásai során Beethoven, Berlioz, Schubert, Sullivan, Adams, Tippett, Csajkovszkij, Mallote, Mahler, Offenbach és Händel műveit énekelte. Világszerte elismerést vívott ki magának simulékony hangjával, amellyel oratóriumokat, operákat énekelt; Puccini, Verdi, Donizetti és különösen Mozart zenéjére hangolódva, elnyerve a "Mozart királya" megtisztelő címet is.
Hatalmas fejlődés volt ez attól az időtől számítva, amikor fiúszoprán hangjával gyermekszobája ablakából énekelt az utcán sétáló embereknek. A helyi Bethel kápolna tagjaként már szólót énekelt a különböző vallási énekek előadása során.
Húsz éven át volt tagja a lírikus tenorok legjobbjainak az 1960-as évek közepétől; különösen Mozart műveinek előadásával alkotott feledhetetlent. Kevesen tudják ma elképzelni, hogy csak kevésen múlott, hogy Burrows nem vált profi rugby játékossá, hanem az opera és a művészet színpadát választotta.

## Művészete
1963-ban debütált a Walesi Nemzeti Operában, Verdi Nabuccója Ismaeljeként. Az 1967-es Athéni Fesztiválon nyújtott alakítása hozta el számára a végleges nemzetközi elismertséget. Igor Stravinsky Oedipus rex című operájának finomított változatában nyújtott alakítása bebizonyította, hogy Burrows a világ egyik legkiemelkedőbb lírai tenorja. Maga Stravinsky kérte fel őt erre a szerepre.
Szerepelt Brüsszelben a Don Giovanniban; Bécsben a Pillangókisasszonyban; Milánóban játszott a Faustban; szerepelt a Szerelmi bájitalban és a Varázsfuvolában, San Franciscóban; a Szöktetés a szerájból a párizsi Opérában; Buenos Airesben főszerepet játszott a Hoffmann meséiben; előadta Mozart Requiemjét a cardiffi Kórusfesztiválon; megemlítendők továbbá a Királyi Operai fellépései, köztük a Don Pasquale és Az alvajáró vezető szerepei, valamint Japánban és az USA-ban tett hangversenysorozatai.
1978-ban, Hector Berlioz Faust elkárhozása címszerepében mutatkozott be a milánói Scalában. Stuartot New Yorkban olyan művészek kísérték, mint Sir Solti György, Zubin Mehta, Szeidzsi Ozava, Leonard Bernstein, Ormándy Jenő, többek között a Carnegie Hallban. Jelentősebb szerepekkel megjelent a New York-i Metropolitan Operában, ahol minden brit énekesnél több évadon keresztül énekelt folyamatosan.

## A tömegmédiában
Igaz, hogy valójában élő- és rögzített hangfelvételeiről ismerte a világ, Burrows nem volt idegen a televízió világában sem. Ausztráliában, Észak-Amerikában és Európában is megjelent a kis képernyőn. Ezek között van egy nyolc éven át folyó sorozata is a BBC-nél, címe: Stuart Burrows énekel, amely számos időszakot és stílust mutatott be. E zenei műsor sikere lehetővé tette számára további televíziós műsorok készítését.

## Címei, díjai
1981-ben címzetes doktori címet kapott a cardiffi University of Wales-től. 1898-ban a carmartheni Trinity College szakmai ösztöndíjat ítélt meg részére; az egyetemen Nemzetközi Énekversenyt szervezett. A University of Wales (Aberystwyth) címzetes kutatói állást biztosított Burrowsnak, majd 1992-ben az Eurotunnel – tisztelete jeléül – dísztáblát helyezett el a Shuttle egyik mozdonyán.
Más szervezetekben is igen aktívan dolgozik, a carmartheni Trinity College-ben, tanulmányai helyszínén egy nemzetközi énekhang díjat alapított. Ezen kívül több jótékonysági szervezet elnöke Dél-Walesben, ideje jelentős részét tölti források felkutatásával a nemes célok érdekében.

## További források
- Official website (angolul)
- Stuart Burrows biography from BBC Wales Music (angolul)
- BBC Wales page (angolul)